# Setodes reclinatus
Setodes reclinatus is een schietmot uit de familie Leptoceridae. De soort komt voor in het Oriëntaals gebied.